# شلم (گیاه)
شلم نوعی گیاه از خانواده گون و کتیرا می‌باشد که در نواهی کوهستانی و نوعی دیگر در دشت می‌روید. در برخی متون این واژه را همان کتیرا معنا کرده‌اند. چنانچه دهخدا اماکن منسوب به شلم را اینگونه معنا می‌کند:
- شلمزار. [ش َ ل َ] (اِ مرکب) کتیرازار. جایی که در آن کتیرا بسیار است و از این معنی است که قریه ای در چهارمحال اصفهان را بدین نام نامیده‌اند چه کتیرا در اراضی آن فراوان یافت شود.